# Alex (Oklahoma)
Alex é uma cidade  localizada no estado norte-americano de Oklahoma, no Condado de Grady.

## Demografia
Segundo o censo norte-americano de 2000, a sua população era de 635 habitantes. 
Em 2006, foi estimada uma população de 664, um aumento de 29 (4.6%).

## Geografia
De acordo com o United States Census Bureau tem uma área de 
17,3 km², dos quais 17,3 km² cobertos por terra e 0,0 km² cobertos por água. Alex localiza-se a aproximadamente 315 m acima do nível do mar.

## Localidades na vizinhança
O diagrama seguinte representa as localidades num raio de 20 km ao redor de Alex. 